# Stazione di Lusciano
La stazione di Lusciano era una fermata ferroviaria posta sulla linea Alifana bassa. Serviva il centro abitato di Lusciano.

## Storia
La fermata venne attivata il 30 marzo 1913 insieme alla tratta ferroviaria da Napoli a Capua (Alifana bassa).
Nel secondo dopoguerra, a causa della crescente urbanizzazione dell’hinterland napoletano il servizio ferroviario non risultava più adeguato alle esigenze; pertanto il 20 febbraio 1976 l’esercizio venne sospeso, e sostituito, per un paio di anni, da un servizio di autobus. La chiusura doveva essere temporanea per consentire l'ammodernamento della linea, ma poi in sostituzione venne costruita una nuova linea metropolitana corrente più ad est che non passa per il comune di Lusciano.

## Strutture e impianti
Il fabbricato viaggiatori, dopo la chiusura della linea, è diventato un'abitazione privata.